# Befolkningsudvekslingen i 1923 mellem Grækenland og Tyrkiet
Befolkningsudvekslingen i 1923 mellem Grækenland og Tyrkiet fandt sted efter et forslag fra den græske regering, som organiserede den allerede tidligere fordrivelse: Fordrivelsen ramte de græske ortodokse borgere i Tyrkiet og de muslimske indbyggere i Grækenland.  Det skete i henhold til Lausanne-traktaten som blev underskrevet i Lausanne, Schweiz, den 30. januar 1923 af Grækenlands og Tyrkiets regeringer. Fordrivelsen involverede mindst 1,6 millioner mennesker (1.221.489 græsk-ortodokse fra Lilleasien, Østthrakien, de pontiske alper og Kaukasus og 355.000-400.000 muslimer fra Grækenland), hvoraf de fleste blev tvangsflygtninge og de jure denaturaliseret fra dem hjemlande.
Udvekslingen fandt sted efter religiøse kriterier og førte til ophør af de græske bosættelser i Anatolien og en ende for de muslimske menigheder i Grækenland. Tvangsforflyttelsen fandt sted efter den 1. verdenskrig og den følgende græsk-tyrkiske krig.
Efter grækernes nederlag i Anatolien før januar 1923 var allerede det store flertal af muslimske grækere under krigen fordrevet, men de blev alligevel optaget i konventionen. Man regner med at over 900.000 ortodokse flygtninge kom ril Grækenland (derunder 50.000 armeniere) og 400.000 muslimer i Grækenland inklusive øen Kreta emigrerede til Tyrkiet. 

## Fordrivelsen
Da den tyrkiske regering under Kemal Atatürk efter den den tyrkiske uafhængighedskrig afviste Sèvres-traktaten, som det Osmanniske Rige havde undertegnet, blev der i Lausanne på initiativ af Fridtjof Nansen organiseret en fredskonference. Under Lausanner Fredskonferencen blev den 30. Januar 1923 konventionen om "udvekslingen af  græske og tyrkiske indbyggere" undertegnet af den tyrkiske og græske regering. Konventionen gjaldt med tilbagevirkende kraft for alle migratiosbevægelser siden udbruddet af den 1. Balkankrig den 18. oktober 1912. Da udvekslingen trådte i kraft den 1. maj 1923, var den største del af den ortodokse-græske før krigs-befolkning i det ægæiske Tyrkiet allerede fordrevet. 